# 環新國際
環新國際有限公司（除牌當時為0502.HK），曾是香港交易所上市。1997年由Harmiono Judianto先生創立，當時是PT Nataki，首先在2003年於香港交易所創業板上市（港交所：8260），主要經營印尼國內市場從事小規模可可豆貿易。
到了2006年，轉了主板上市，但到了2007年，被香港交易所暫停上市，原因是核數師未能達成共識，最後，由於未能通過交易所復牌建議，根據《香港聯合交易所有限公司證券上市規則》第17條，2011年9月19日上午9時撤銷上市。

## 外部參考
1. ↑  環新國際被交易所除牌消息

## 連結
- 環新國際除牌消息
- 聯交所取消環新國際上市地位 星島日報[永久]